# 师襄
師襄（？—？），世称师襄子，為春秋时期魯国乐官（一說是衛國樂官），因擅長击磬，所以又名磬襄。曾教授孔子彈琴，得傳《文王操》。後來師襄棄官歸隱。

## 資料來源
．《史记．孔子世家》

．《韩诗外传》